# Vivian Fuchs

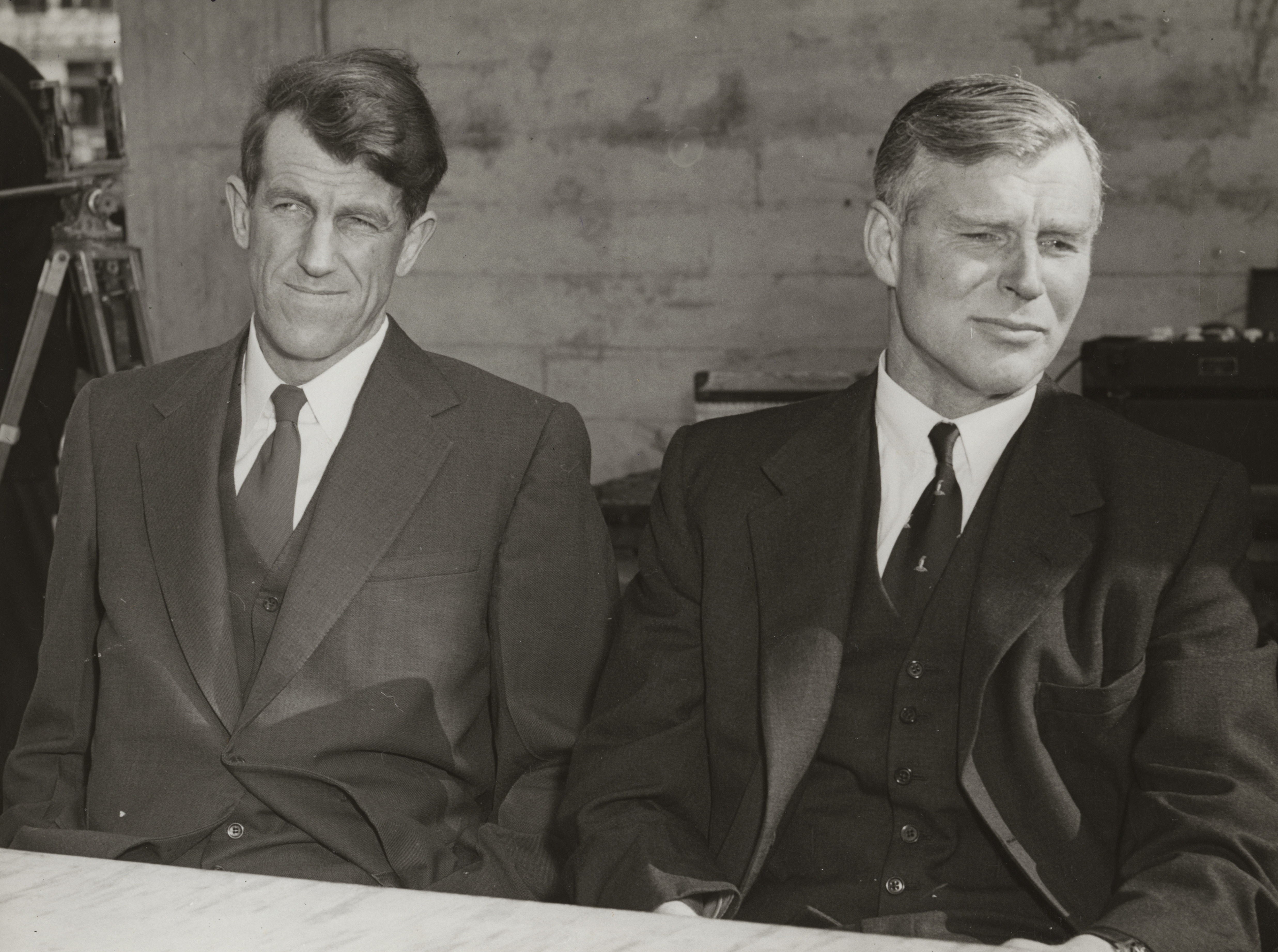
.

Vivian Ernest Fuchs (Freshwater, isla de Wight, 11 de febrero de 1908 - Cambridge, 11 de noviembre de 1999) fue un explorador inglés cuyo grupo expedicionario fue el primero en cruzar la Antártida en 1958. 

## Biografía
Fuchs nació en 1908 en Freshwater, Isla de Wight, era el hijo de un inmigrante alemán de Jena llamado Ernst Fuchs y de Violet Watson una mujer británica. Cursó estudios en el Brighton College y St John's College, Cambridge. Vivian se especializó en la geología, considerando que esta profesión le permitiría llevar a cabo una vida al aire libre. Realizó su primera expedición en 1929 a Groenlandia junto con su tutor James Wordie. Luego de graduarse en 1930, viajó junto con la expedición de la Universidad de Cambridge que estudió la geología de los lagos en la zona este de África y su relación con las fluctuaciones del clima. Posteriormente, junto con el antropólogo Louis Leakey realizaron una expedición a la Garganta de Olduvai. En 1933, Fuchs se casó con su prima, Joyce Connell. Joyce que era muy afecta a viajar por el mundo acompañó en 1934 a Vivian en su expedición al Lago Rudolf (actual Lago Turkana). Los descubrimientos realizados durante esta expedición, en la que se perdieron dos de sus miembros, le permitió a Fuchs obtener en 1937 su Ph.D de Cambridge.
En 1936 nació su hija Hilary. En 1937 Fuchs organizó una expedición para investigar la cuenca del Lago Rukwa al sur de Tanzania. Regresó en 1938, y se encontró con que su segunda hija, Rosalind, sufría de parálisis cerebral severa. Rosalind falleció en 1945. Su hijo, Peter, nació en 1940.
A los treinta años se alistó en la Armada Territorial y fue enviado a la Costa de Oro desde 1942 hasta julio de 1943. Regresó a casa y fue destinado a Londres en el cuartel general del Segundo Ejército en un puesto de asuntos civiles. El Segundo Ejército fue transferido a Portsmouth para el desembarco de Normandía y Fuchs finalmente llegó a Alemania a tiempo para ver la liberación de los prisioneros del campo de concentración de Belsen. Gobernó el distrito de Plön en Schleswig-Holstein hasta octubre de 1946, cuando fue dado de baja del servicio militar con el rango de mayor.
Fuchs comenzó a colaborar con el Instituto de Investigaciones sobre las Dependencias de las Islas Malvinas (actualmente British Antarctic Survey) en 1947, cuando solicitó un puesto de geólogo. El objetivo del instituto era promover las reivindicaciones británicas sobre la Antártida y, en segundo lugar, apoyar la investigación científica. En 1950, se le pidió a Fuchs que desarrollara la nueva oficina científica del Instituto en Londres, para planificar la investigación en la Antártida y apoyar la publicación de investigaciones. Después de la expedición transantártica, se convirtió en director del Instituto, cargo que ocupó hasta 1973.
De 1982 a 1984, Fuchs fue presidente de la Royal Geographical Society . En 1974 se convirtió en miembro de la Royal Society.
En 1990 fallece su esposa en Oxford. Al año siguiente, se casa con Eleanor Honnywill, su exsecretaria en el British Antarctic Survey, en Kensington y Chelsea , Londres.
Fuchs sufrió un ataque cardíaco en 1987 y un derrame cerebral grave en diciembre de 1997. Falleció en Cambridge el 11 de noviembre de 1999, a la edad de 91 años.

## La Expedición Transantártica de la Commonwealth
Fuchs es más conocido como el líder de la Expedición Transantártica de la Commonwealth, una expedición patrocinada por la Commonwealth que completó la primera travesía terrestre de la Antártida. La planificación de la expedición comenzó en 1953 y previó el uso de tractores Sno-Cat para cruzar el continente en 100 días, comenzando en el mar de Weddell, terminando en el mar de Ross y cruzando el Polo Sur.
Fuchs y su grupo llegaron a la Antártida en enero de 1957, después de haber instalado el campamento. El grupo partió de la base Shackleton el 24 de noviembre de 1957. Durante la travesía, se recogieron diversos datos científicos a partir de sondeos sísmicos y lecturas gravimétricas. Los científicos determinaron el espesor del casquete de hielo en el polo y la existencia de una masa de tierra debajo del hielo. El 2 de marzo de 1958, Fuchs y su grupo completaron el viaje de 100 días al llegar a la base Scott, tras haber recorrido 3.455 kilómetros.
En 1958, fue nombrado caballero por la reina Isabel II.  Coescribió, con Sir Edmund Hillary, The Crossing of Antarctica  (La travesía de la Antártida).  

## Legado
En 1959, la Real Sociedad Geográfica Danesa le concedió la Medalla Hans Egede.
En 1973 fue creada la Medalla Fuchs por "la dedicación excepcional a los intereses del British Antarctic Survey, más allá del cumplimiento del deber normal, por parte de hombres o mujeres que son o fueron miembros del Survey, o que están estrechamente relacionados con su trabajo". Se otorga a una o dos personas por año.
La Cúpula Fuchs en la cordillera Shackleton, Antártida, y el Pie de hielo Fuchs en la isla Adelaida, Antártida, recibieron su nombre.